# Dubbel Op
Dubbel Op is een klucht, geschreven door Jon van Eerd. Het speelde in het seizoen 2006-2007. Het was de laatste komedie van Jon van Eerd die door productiemaatschappij V&V van Albert Verlinde werd geproduceerd.
In 'Dubbel Op' speelde Jon van Eerd een dubbelrol. Die van de gemene, achterbakse Hector Vermeulen, en die van zijn naïeve, goedbedoelende broer Harrie Vermeulen. Het verhaal speelt zich af in een schoonheidsinstituut. De voorstelling werd geregisseerd door Caroline Frerichs en werd door Omroep Max geregistreerd en uitgezonden.

## Rolbezetting
- Jon van Eerd – Harrie Vermeulen/Hector Vermeulen
- Lucie de Lange - Valerie Kreukwijk
- Marjolein Algera - Mieke de Kring
- Han Oldigs - Jacques de Kring
- Esther Roord - Tanja Bril
- Rolf Koster - Dennie Klein

De productie werd genomineerd voor de Toneel Publieksprijs.